# The Parlotones
The Parlotones es una banda de Rock con base en Los Ángeles, California con origen en la ciudad de Johannesburgo, Sudáfrica. La banda comenzó su carrera en 1998.[cita requerida]

## Biografía
En octubre de 2003 el grupo autoeditó su primer disco, Episoda. Fue su segundo álbum, Radiocontrolledrobot, el primero en tener una amplia difusión, ganando el premio al mejor álbum de rock en los 2006 South African Music Awards.
Su tercer álbum, A World Next Door to Yours, fue puesto a la venta en septiembre de 2007. Se convirtió en el álbum de rock más vendido de la década en Sudáfrica.
Mucha de la fama conseguida por este grupo en sus orígenes se debe a la aparición de algunos de sus temas en campañas publicitarias en su país.
En junio de 2010 actúan en el concierto de celebración del comienzo del Mundial De Fútbol.
En octubre de 2011 acompañan a Coldplay en los conciertos de Ciudad del Cabo y Johannesburgo.
En septiembre de 2012 la banda anunció su cambio de residencia a Los Ángeles.

## Miembros
- Kahn Morbee – Vocales, Guitarra
- Paul Hodgson – Guitarra, Teclado
- Glenn Hodgson – Bajo, Piano
- Neil Pauw – Batería

## Discografía
- Episoda (2003)
- Radiocontrolledrobot (2005)
- A World Next Door to Yours (2007)
- Unplugged (CD y DVD en Vivo en el Emperors Palace) (2008)
- Videocontrolledrobot (CD y DVD) (2008)
- Stardust Galaxies (2009)
- Live Design (CD y DVD video) (2010)
- DVD, Road to the Dome (2010)
- Eavesdropping on the Songs of Whales (Acústico) (2011)
- Journey Through the Shadows (2012)